# Вулиця Медової Печери
Ву́лиця Медо́вої Пече́ри — вулиця у Личаківському районі Львова, місцевість Майорівка. Сполучає вулицю Пасічну та Винниківський лісопарк, утворюючи перехрестя з вулицею Стешенка та поблизу Винниківського лісопарку закінчується глухим кутом. Прилучаються вулиці Садівнича, Олексія Кузьми, Латвійська, Майорівка.

## Історія
1933 року вулицю названо на честь Гроти Медової або ж печери, що утворилася у другій половині XIX століття через видобування у ній каменю для будівельних потреб. Печера має дві назви: Медова і Медунка. Вони походять від жовтуватого, наче мед, кольору вапняку, в товщі котрого утворилася печера. Складається з двох великих залів, сполучених вузьким і коротким проходом. У подальші роки назва вулиці не змінювалася, лише уточнювалася. Під час німецької окупації, у 1943—1944 — Ґьонішґротенвег. У липні 1944 року повернена передвоєнна назва — Гроти Медової і вже за два роки, у 1946 році вулиця отримала сучасну назву — Медової печери. У 1969 році перейменована на честь першого секретаря ЦК ЛКСМ Західної України Василя Пересади. 1990 року повернено історичну назву — вулиця Медової печери.
Наприкінці 1930-х років на вулиці планувалось створення спортивного парку із будинком спорту. У будинку мав бути облаштований басейн. Проєкт басейну виконали архітектори Адам Мсцівуєвський та Єжи Нехай. Задум не було реалізовано через початок другої світової війни.

## Забудова
У забудові вулиці Медової Печери переважає одноповерховий конструктивізм 1930-х, двоповерхова барачна забудова 1950-х, п'яти- та дванадцятиповерхова житлова 1960—початку 1980-х років, індивідуальна садибна.

### Будинки
№ 1 — будівля комунального некомерційного підприємства «6-а міська поліклініка м. Львова». 26 вересня 1959 року до складу тодішнього Червоноармійського району міста Львова було включено місто Винники і відповідно до того на базі Винниківської районної лікарні була створена 10-та міська Винниківська лікарня. 5 листопада 1975 року, відповідно до наказу Львівського міськздороввідділу за № 884, 10-у міську Винниківську лікарню реорганізовано в 6-ту міську лікарню. Наказом № 297 по Львівському міському відділу охорони здоров'я від 5 травня 1979 року 2-у міську поліклініку було об'єднано з 6-ю міською лікарнею в одну лікувально-профілактичну установу — 6-ту міську лікарню, яка стала базою сучасного КНП «6-а міська поліклініка м. Львова». Нині комунальна 6-а міська поліклініка м. Львова обслуговує житловий масив Північно-східної частини м. Львова, до складу якого входить Личаківський район міста Львова та місто Винники.
№ 39, 39а — дванадцятиповерхові житлові будинки, в яких містяться гуртожитки № 2 та № 3 ЛНУ імені Івана Франка.
№ 53 — будівля одного з корпусів факультету управління фінансами та бізнесу ЛНУ імені Івана Франка.
№ 65 — готельно-ресторанний комплекс «Медова печера».
№ 71 — комплекс будівель КЗ ЛОР «Львівський геріатричний пансіонат» (стаціонарне проживання та соціальний захист людей похилого віку).

## Меморіали, пам'ятники
1971 року у сквері при перетині тодішніх вулиці Василя Пересади та проспекту Ленінського Комсомолу був відкритий пам'ятник (погруддя) першому секретарю ЦК КСМЗУ Василю Гавриловичу Пересаді (скульптор Яків Чайка, архітектор Володимир Блюсюк). На початку 1990-х років пам'ятник демонтований.

## Парки
Поблизу житлового будинку, що на вул. Медової Печери, 70 розташований вхід до зеленої зони «Майорівка», що належить до Винниківського лісопарку. 
У 2009 році до меж зеленої зони «Майорівка» включена геологічна пам'ятка природи місцевого значення «Медова печера». Печера складається з двох великих залів, з'єднаних вузьким проходом-хідником. Зали можна візуально поділити на 3 кімнати, а також 4-у (важкодоступну, зруйновану вибухом боєприпасів у повоєнний час). Склепіння першої зали підпирає кам'яна колона, яка оберігає печеру від обвалу.
Між зеленою зоною «Майорівка», що на вулиці Медової Печери та вулицею Китайською розташований легендарний мототрек «Майорівка». Тут щорічно львівським мотоклубом «Зазір'я» за підтримки управління спорту ЛМР та партнерів відбуваються міжнародні змагання з відкритого кубку Львова з мотокросу.